# Sennefer (batle de Tebes)
Sennefer   (segle XV aC - valor desconegut) fou un antic noble egipci, alcalde de la Ciutat del Sud (és a dir, de Tebes) i "supervisor dels graners i camps, jardins i bestiar d'Amon", durant el regnat d'Amenofis II de la dinastia XVIII.
Era fill de Nu, segon profeta d'Horus, senyor de Kus (anomenada Apolinòpolis Parva pels grecs); sa mare s'anomenava Henutiry (Tiiry). Es va casar amb la nodrissa reial Senai (o Sentnay) i amb la cantaire d'Amon, Merit. En la seua tomba apareixen el nom de tres filles, Muttuy, Mutnofret, anomenada Nefertari i Senetnefer, que va ser cantaire d'Amon. Sembla que la seua filla major, Muttuy, es casà amb Kenamun, que succeí a Sennefer com a batle de Tebes.
D'altra banda, Sennefer és anomenat fill de la germana d'Ahmose Humay, majordom de l'esposa del déu Amon i, per tant, cosí del djati d'Amenofis II, anomenat pairy, amb qui tenia molta relació. Amenofis fou soterrat a la tomba TT29, molt a prop de la seua tomba.
En ser un dels favorits del rei, acumulà molt de poder i riquesa. Abans de batle, fou supervisor dels sacerdots de l'esposa del déu Amon, majordom del temple d'Amenofis I i responsable de la festa de Tuthmosis I. Per tot això, se li va concedir el privilegi de col·locar una doble estàtua d'ell i la seua esposa Senai al Temple de Karnak. Allí rebria moltes ofrenes que acabaren desgastant la falda de l'estàtua, hui al Museu del Caire.
La famosa planta del jardí, sovint descrit com el jardí de Sennefer, és més probable que fos un jardí que Sennefer cuidava, i potser el dissenyà ell, més que ser-ne propietari.
També se li va concedir el privilegi de ser soterrat en una petita però ben decorada tomba tebana, la TT96, coneguda com la Tomba de les Vinyes, famosa per la decoració de vinyes amb raïm negre, al sostre de la cambra funerària, al districte de Sheikh Abd al-Gurnah de la necròpoli tebana.
Tanmateix, alguns elements funeraris de Sennefer i la seua família, com ara els vasos canopis, s'han trobat a la tomba KV42, per això alguns estudiosos com ara Howard Carter, pensaven que Sennefer podria haver reutilitzat aquesta tomba per al seu enterrament. Alguns contenidors de Sennefer i Senai també es descobriren a la KV32, la tomba de la reina Tiaa, esposa d'Amenofis II i mare de Tuthmosis IV.

## Galeria d'imatges

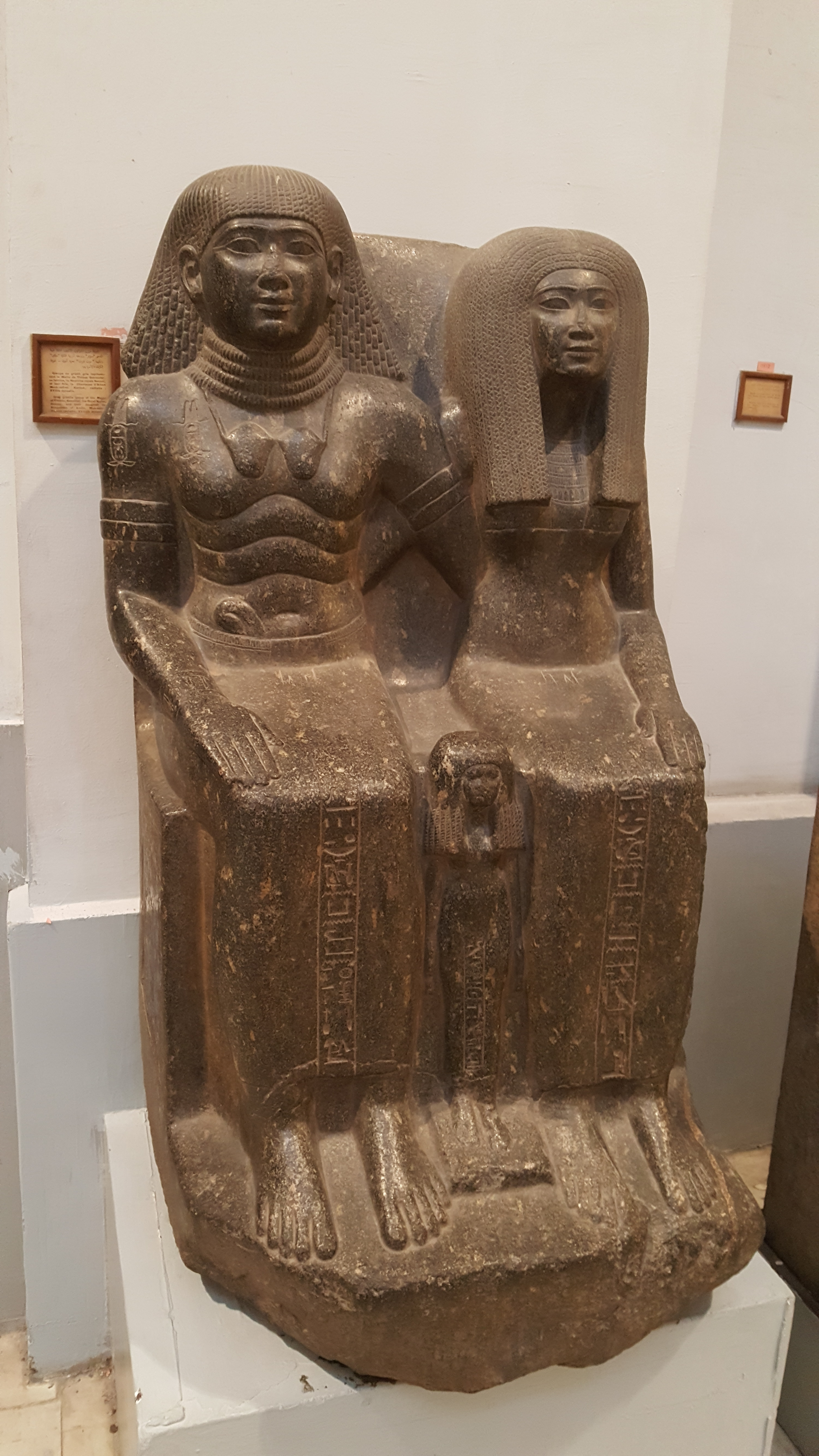
Estàtua en granodiorita de Sennefer amb el collaret "or d'honor" i amulet de doble cor amb la seua dona, Senai, i la seua filla Mutnefert. Procedeix del Temple de Karnak. Museu d'Antiguitats Egípcies
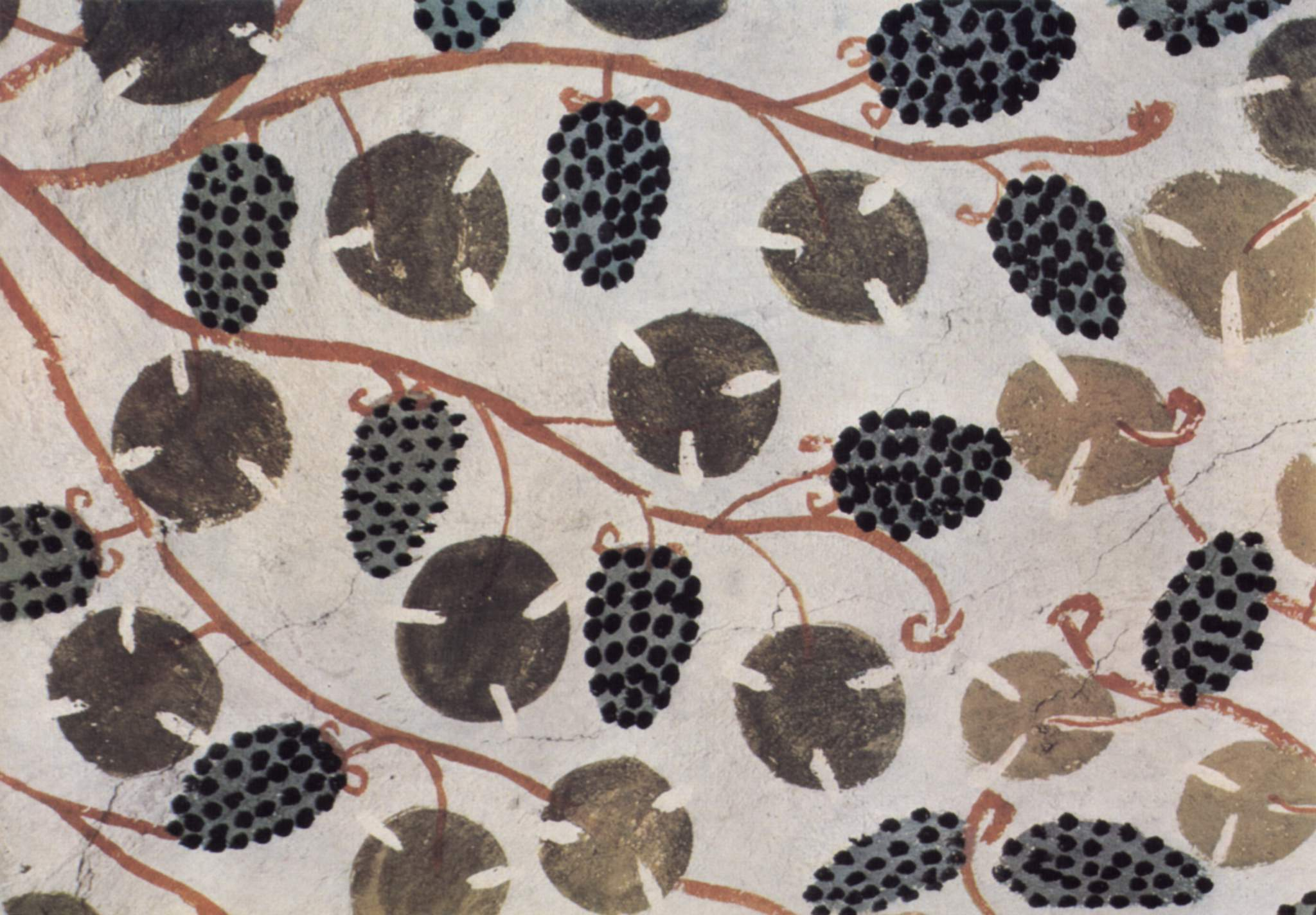
Fresc de les vinyes del sostre de la Tomba de Sennefer a Sheikh Abd al-Gurnah